# Ivar Lykke (football)
Pour les articles homonymes, voir Ivar Lykke.
Ivar Lykke Seidelin-Nielsen (né le 7 mars 1889 à Frederiksberg, quartier de Copenhague au Danemark, et mort le 9 janvier 1955 dans la même ville) est un joueur de football international danois, qui évoluait au poste de milieu de terrain.

## Biographie

### Carrière en sélection
Avec l'équipe du Danemark, il a disputé 27 matchs (pour aucun but inscrit) entre 1911 et 1920. Il figure notamment dans le groupe des sélectionnés lors des JO de 1912 et de 1920.

## Palmarès
Danemark
- Jeux olympiques :
  -  Argent : 1912.